# Stazione di Bornato-Calino
La stazione di Bornato-Calino è una stazione ferroviaria della ferrovia Brescia-Edolo a servizio delle frazioni di Bornato e Calino del comune di Cazzago San Martino. È capolinea del breve raccordo per Rovato.
È gestita da FerrovieNord.

## Storia

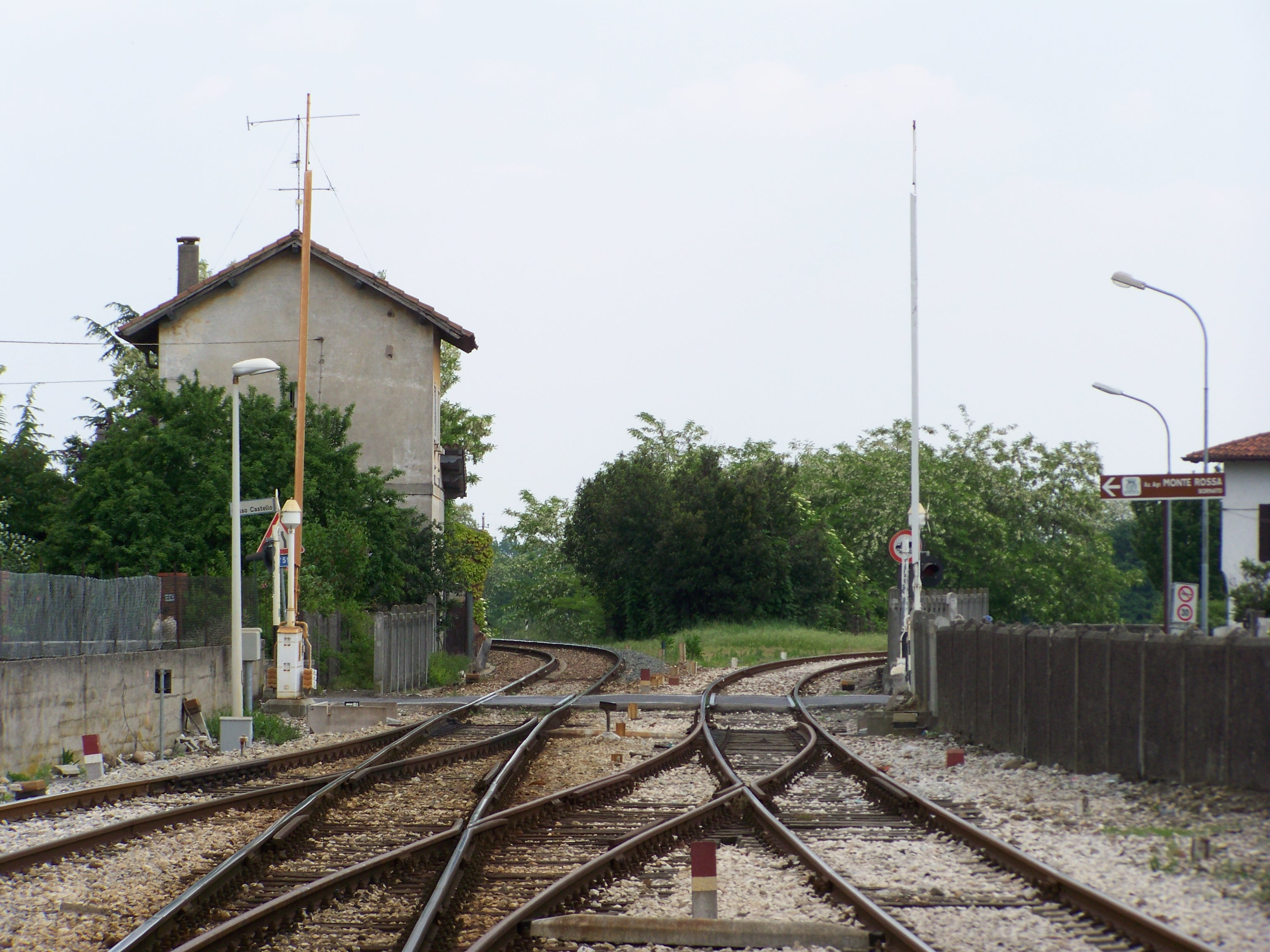
Le due linee in uscita dalla stazione in direzione est: a sinistra la ferrovia per Brescia, a destra quella per Rovato

La stazione entrò in funzione il 4 settembre 1911, quando fu aperto all'esercizio pubblico il tronco ferroviario da Iseo a Rovato, progettato per raccordare la linea della Valcamonica con la Milano-Venezia senza passare per Brescia. Insieme al nuovo tronco, si attivò anche un breve raccordo da Bornato a Paderno Franciacorta, che realizzava un secondo itinerario Brescia-Iseo dal profilo altimetrico più favorevole.
Fino al 31 gennaio 1919, fu servita dagli accelerati e dagli omnibus della relazione Edolo-Rovato Ferrovia e fu capolinea delle corsette dirette alla stazione di Paderno Franciacorta. A partire dal giorno seguente, i treni Brescia-Iseo-Edolo furono fatti transitare per questo scalo che divenne capolinea delle corsette dirette a Rovato Ferrovia, poi Rovato Borgo.
Dal 1932, la linea per Rovato divenne parte dell'itinerario Cremona–Iseo, chiuso all'esercizio oltre la città franciacortina a partire dal 1956.
La relazione Iseo-Rovato Borgo fu soppressa nel 1975, per poi essere riattivata da LeNord, poi Trenord, tra il 2010 e il 2018. A causa della scarsa affluenza, il servizio è stato soppresso il 9 dicembre 2018.

## Strutture e impianti
Il fabbricato viaggiatori si presenta con lo stile architettonico delle stazioni secondarie della Società Nazionale Ferrovie e Tramvie (SNFT).
Il piazzale ferroviario è composto da tre binari: il primo serve il raccordo per Rovato, mentre il secondo è quello di corsa della linea Brescia-Iseo-Edolo. Il terzo, lungo 206 m, è utilizzato per gli incroci e le precedenze. I binari sono serviti da tre banchine collegate tra loro da attraversamenti a raso. Quella a servizio del primo binario è lunga 89 m, mentre quelle al servizio del secondo e del terzo sono entrambe lunghe 108 m.
L'impianto presenta inoltre un binario tronco, lungo 111 m, a servizio di un magazzino merci, ristrutturato ed utilizzato da Ferrovienord come deposito materiale per i lavori di manutenzione della linea.

## Movimento

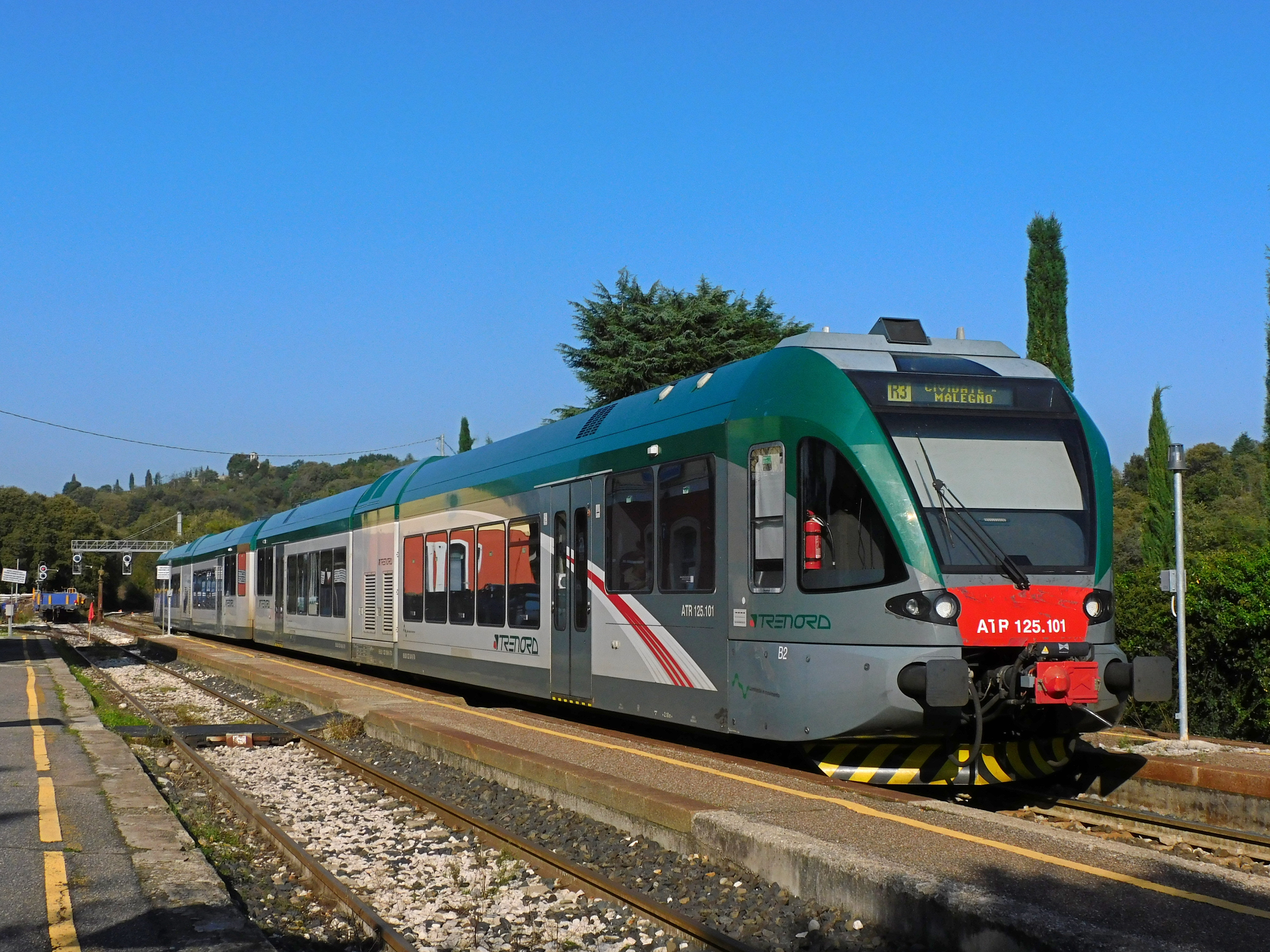
Un RegioExpress in transito presso la stazione

La stazione è servita dai treni regionali (R) Brescia-Iseo e Brescia-Breno/Edolo, eserciti da Trenord nell'ambito del contratto di servizio stipulato con la Regione Lombardia.
Bornato-Calino è anche capolinea di alcuni itinerari del servizio turistico Treno dei sapori.

## Servizi
- Sala d'attesa
- Biglietteria automatica
- Servizi igienici